# Count Basie Orchestra
Das Count Basie Orchestra ist eine US-amerikanische Big Band, die von Count Basie geleitet wurde. Die Basie Band war neben dem Duke Ellington Orchestra und den Bands von Woody Herman, Lionel Hampton und Benny Goodman eine der berühmten Jazz-Formationen der Swingära.
Hervorgegangen aus dem Orchester von Bennie Moten, gehörte die Basie Band zusammen mit den Orchestern von Harlan Leonard, Jay McShann und Andy Kirks Twelve Clouds of Joy zu den bedeutenden Vertretern des Kansas-City-Jazz. Sie erzielte ihren Durchbruch im Jahr 1937 in New York City. Das Orchester überlebte das große Bigband-Sterben Ende der 1940er Jahre und arbeitete in den 1960er Jahren mit Frank Sinatra, Tony Bennett und Ella Fitzgerald. Als Ghost Band wurde es nach Count Basies Tod 1984 weitergeführt, seit 2010 geleitet von Dennis Mackrel. Das Count Basie Orchestra ist mit 17 gewonnenen Grammy Awards einer der erfolgreichsten Big Bands der Geschichte.

## Die Geschichte der Basie-Band

### Frühe Jahre
Der Pianist Count Basie kam 1927 mit einer Vaudeville-Truppe in Kansas City an, wo er bald mit den Blue Devils seines späteren Bassisten Walter Page spielte, 1930 wurde er Mitglied der rivalisierenden Band von Bennie Moten. Nach Motens Tod im Jahr 1935 setzten Count Basie und die anderen ehemaligen Moten-Musiker – unter Leitung von Motens Bruder Buster, mit dem sie sich bald verkrachten – zunächst die Engagements fort und spielten in regionalen Clubs. Als die Band bald endgültig auseinanderfiel, gründete Basie anlässlich eines Engagements im Reno Club sein eigenes Orchester mit befreundeten Musikern. Rex Harris und Brian Rust bezeichnen die Formation als Embryo Basie-Band, aus der sich erst später jenes Basie-Orchester entwickelte, mit dem 1937 die ersten Aufnahmen entstanden. Basies neunköpfige Band bestand aus den Trompetern Joe Keyes und Oran 'Hot Lips’ Page, den Altsaxophonisten Buster Smith und Jack Washington, dem Tenorsaxophonisten Lester Young und dem Posaunisten Eddie Durham; die Rhythm section bestand aus Jo Jones am Schlagzeug, Walter Page am Bass und Basie selbst am Piano. Mit dieser Formation, die sich The Barons of Rhythm nannte, brachte Basie den Stil der Kansas City Jamsessions in die Clubs, indem er ausgedehnte Improvisationen mit auf Riffs basierenden Bandbegleitungen verband.

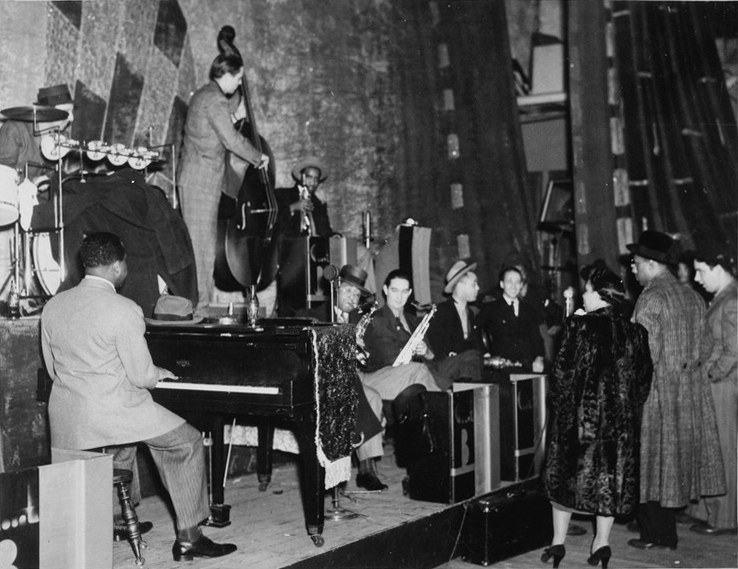
Das Count Basie Orchestra bei einem Auftritt in Washington 1941.
Von links nach rechts: Count Basie, Ray Bauduc, Bob Haggart, Harry Edison, Herschel Evans, Eddie Miller, Lester Young, Matty Matlock, June Richmond und Bob Crosby
Fotografie von William P. Gottlieb.

Als der Musikkritiker und Plattenproduzent John Hammond die Band im Dezember 1935 bei einer Radioübertragung aus dem Reno Club hörte, flog er im Mai nach Kansas City, um die Basie Band vor Ort zu erleben. Hammond schrieb später: „Ich hatte Angst, mich nach Kansas zu wagen, weil ich eine Enttäuschung befürchtete. Und doch bleibt ein erster Abend im Reno im Mai 1936 das aufregendste musikalische Erlebnis, dessen ich mich erinnern kann. Basies Orchester schien alle Vorzüge einer kleinen Combo mit geistreichen Solisten und völliger Relaxtheit und darüber hinaus noch das Mitreißende und die Dynamik einer Big Band zu besitzen … Basie wurde zu einer Art Religion für mich; ich begann, über das Orchester im Down Beat und im Melody Maker zu schreiben.“ Hammond überredete daraufhin seinen Freund Benny Goodman und dann dessen Manager Willard Alexander von MCA Records, sich ebenfalls nach Kansas City zu begeben. Unter der Bedingung, die Gruppe auf den damaligen Standard von 13 Mitgliedern auf Bigband-Größe zu erweitern, schlossen Hammond und Alexander mit Basie einen Plattenvertrag ab; er ging um 24 Plattenseiten für insgesamt 730 Dollar, was aber nach Hammonds Protest auf den gewerkschaftlichen Mindestlohn erhöht wurde. Hammond vermittelte die Band nach New York City, wo sie im Roseland Ballroom spielen sollten. Basie war einverstanden und hoffte, damit die künstlerische Freiheit und den Geist des Kansas-City-Stils seines neunköpfigen Ensembles weiterführen zu können.
Die Basie Band debütierte in der Grand Terrace in Chicago, was aber keineswegs ermutigend begann; Die Band verfügte nur über ein paar Arrangements und musste sich überdies gefallen lassen, als Zugnummer die Musik von Dichter und Bauer von Suppè spielen zu müssen.

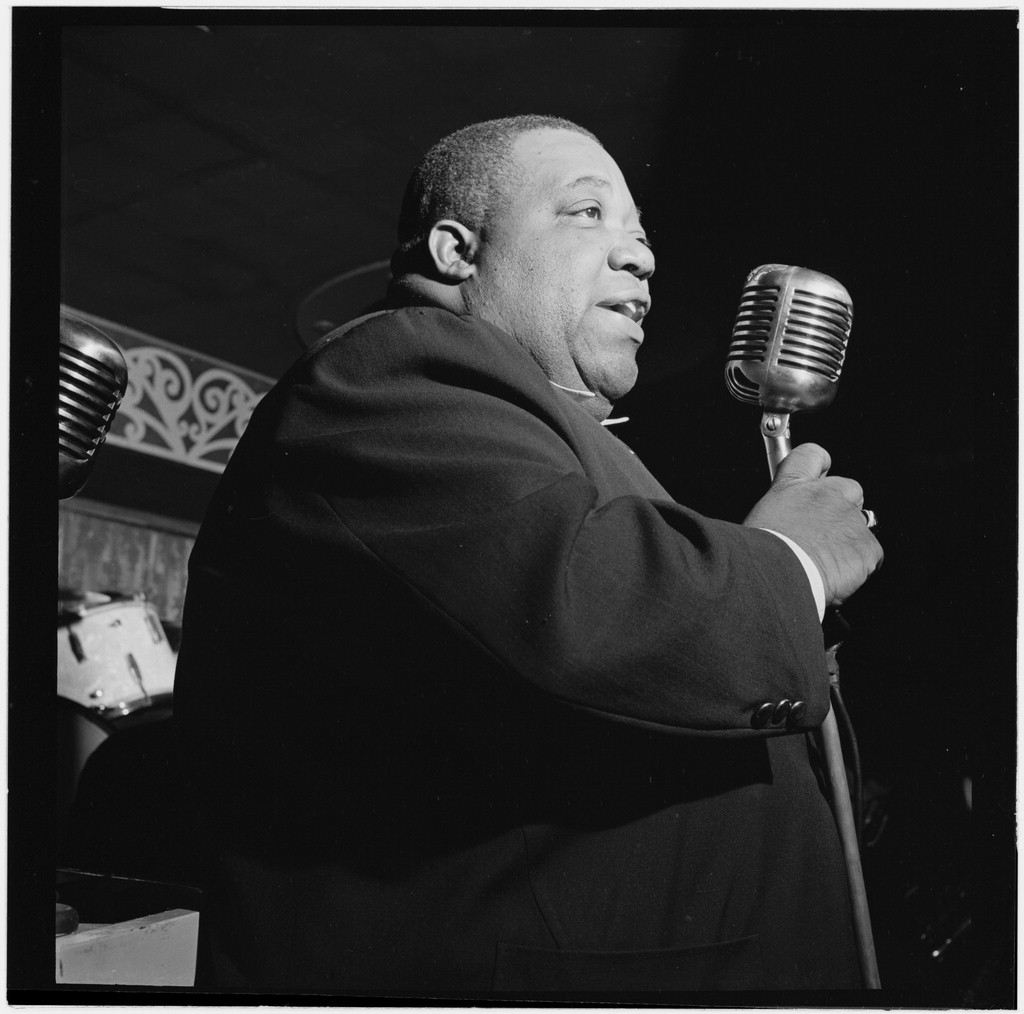
Jimmy Rushing, Auftritt im New Yorker Jazzclub Aquarium, ca. August 1946.
Fotografie von William P. Gottlieb.

### Jones-Smith Inc.
Hammond nahm heimlich, bevor der Vertrag mit Decca begann, mit einem Quintett aus der Bigband unter Hinzuziehung von Jimmy Rushing vier Plattenseiten auf, die unter der Bezeichnung Smith-Jones Inc. danach auf Vocalion erschienen. „Jones“ und „Smith“ waren die unverfänglichen Namen (Jo Jones) des Schlagzeugers und des Trompeters (Carl Smith); dieser war lediglich Ersatzspieler für Buck Clayton, der zu dieser Zeit wegen einer verletzten Lippe aussetzen musste. Das Quintett nahm am 8. Oktober 1936 fünf Stücke auf; zwei Takes von Shoe Shine Boy, Evenin’, Boogie-Woogie (bei dem Sänger Jimmy Rushing hinzukam) und den Standard Oh Lady Be Good. Jo Jones erinnerte sich später: „Wir machten diese Aufnahmen in einer Stunde.“
Der Kritiker George T. Simon schrieb damals im Metronome über die Basie Band in den frühen Jahren: „Sicher, die Band swingt, aber diese Saxophongruppe liegt andauernd daneben. Doch wer denkt, das wäre unmelodisch, der hat die Blechbläser noch nicht gehört! Und wenn man dann glaubt, das Blech klingt falsch, dann befasse man sich mit der Intonation der Band insgesamt! Swing ist Swing, aber Musik ist Musik! Es ist zu hoffen, dass die Band in persona besser klingt.“ Simon selbst gab später in seinem Buch Die Big Bands die Erklärung dafür: „Wie mir viele Mitglieder dieser Bands seit damals berichtet haben, waren viele Schwarze Musiker nicht in der Lage, sich Spitzeninstrumente zu leisten; sie waren gezwungen, solide gebaute, aber ansonsten minderwertige Blasinstrumente zu spielen. Viele davon – egal wie gut der Spieler auch sein und wie fleißig er auch üben mochte – konnten nicht dauerhaft in der Melodie gehalten werden, weil die einzelnen Noten selbst nicht miteinander in Einklang standen.“
Die Band, zu der nun auch der Trompeter Buck Clayton und der legendäre Blues- Shouter Jimmy Rushing gehörten, konnten ihren Stil bei ihrem New Yorker Debüt im Roseland und ihren ersten Aufnahmen für Decca im Januar 1937 demonstrieren, in Titeln wie Roseland Shuffle kann man die Solisten im Vordergrund hören, wie sie vom Ensemble begleitet werden, das aber in einer funktional Riffs spielenden Hintergrundrolle verbleibt. Das Gastspiel im Roseland erwies sich jedoch als Reinfall, da die Formation nicht immer aufeinander abgestimmt und zudem verpflichtet worden war, auch kommerzielles Material ins Repertoire aufzunehmen, um die Tänzer zufrieden zu stellen. Nach einem Engagement im William-Penn Hotel in Pittsburgh, der wenig befriedigend verlief, wurde im März 1937 die junge Sängerin Billie Holiday in die Band geholt. Sie debütierte am 13. März in Scranton (Pennsylvania); mit ihr erzielte die Basie Band im Apollo Theater in Harlem einen Erfolg, und dort stieg Billie wirklich zum Star auf, meinte Basie später. Am 11. April gastierten sie im Savoy Ballroom; Billie sang They Can’t Take That Away from Me und Swing, Brother, Swing, was als Radiomitschnitt erhalten ist. Mit Lady Day (Holiday) und Jimmy Rushing fuhren sie anschließend drei Monate durch die USA.
Gunther Schuller schrieb: „Das war ein frischer Big-Band-Klang für New York, der mit den komplexen Jazz-Kompositionen eines Duke Ellington oder Sy Oliver kontrastierte und die Unterschiede hervorhob, die zwischen den Stilen bestand, die sich an der Ost- und der Westküste der USA herausgebildet hatten.“ Nach Ansicht von Richard Cook und Brian Morton bereitete die Ankunft der Basie Band in New York eine neue Macht in der Swing-Ära vor, die bislang von Ellington, Jimmy Lunceford und Fletcher Henderson dominiert worden war. Basies Band aus Kansas City hatte ein ungehobeltes Auftreten, verglichen mit dem makellosen Drive von Lunceford und der urbanen Überlegenheit von Ellington.

### In New York City
Der Band gelang es keineswegs, New York Ende 1936 im Sturm zu erobern; nach der ersten Aufnahmesession (Swingin’ at the Daisy Chain) und den Roseland-Auftritten wurde die Aufstellung der Band umstrukturiert; auf Verlangen von Hammond als Teil einer „Kräftigung“ der Band. Die Trompeter Ed Lewis und Bobby Moore ersetzten Joe Keyes und Carl Smith; und der Altsaxophonist Coughey Roberts wurde durch Earl Warren ausgetauscht. Die bedeutendste Veränderung war aber der Eintritt des Gitarristen Freddie Green im März 1937, der für Claude Williams kam und damit die Rhythm section bald zu einer der angesehensten in der Bigband-Geschichte machte. Green, der nie ein Solo spielte, verpasste der Rhythmusgruppe das Siegel der Perfektion; Basie nannte ihn Mr Hold-Together.

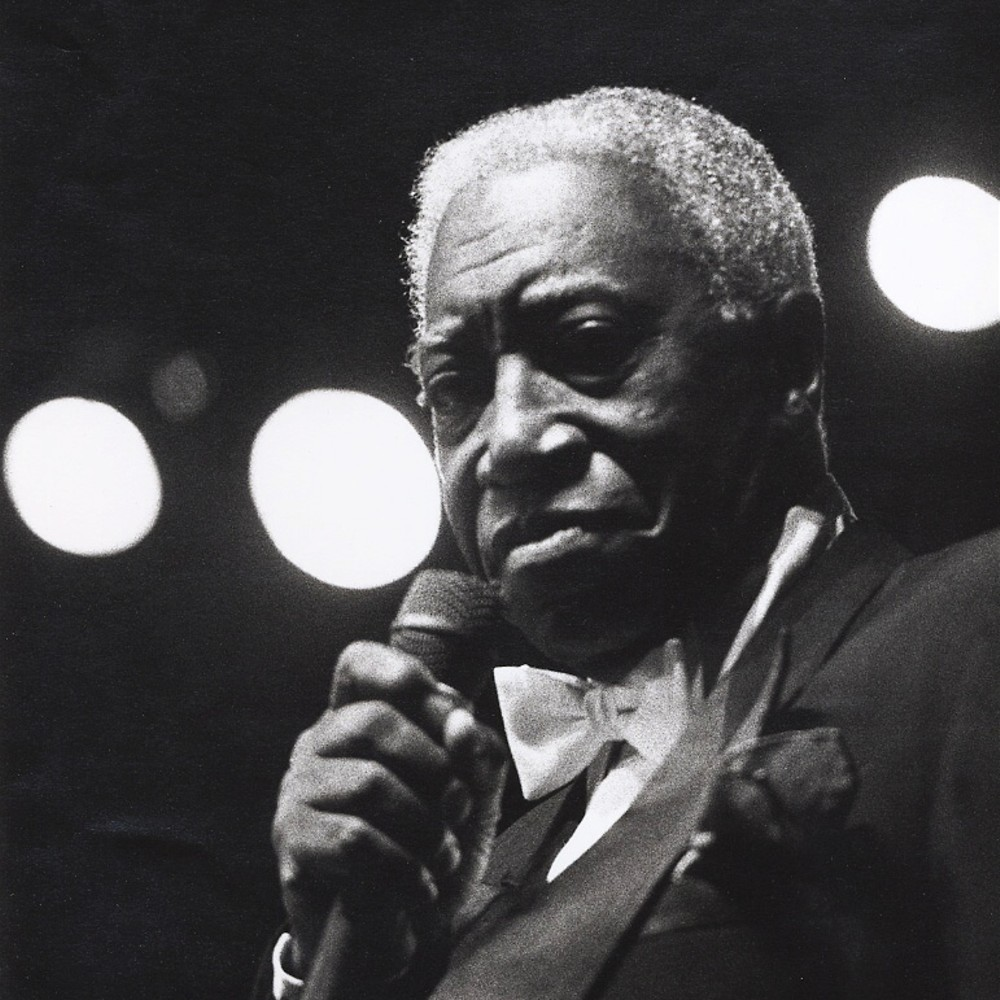
Joe Williams

Mit Billie Holiday, die bei der Band sehr beliebt war, aber nur kurz bei Basie bleiben sollte, entstanden jedoch keine offiziellen Aufnahmen, da sie bei Brunswick unter Vertrag stand. „Die Musiker schätzen ihr tadelloses Musikantentum; und zu mehreren von ihnen, besonders zu Freddie Green und (…) Lester Young baute sie besonders wertvolle Beziehungen auf. “ Anfang 1938 wurde Lady Day gefeuert; die Jazz-Presse machte John Hammond dafür verantwortlich. Offiziell übernahm MCA dafür die Verantwortung; der Down Beat sah den Grund für ihre Entlassung in ihrem nicht gerade zufriedenstellenden Verhalten, wie ihrer Unzuverlässigkeit bei Auftritten; Jo Jones sah den Grund viel mehr in ihrer Weigerung, ausschließlich Blues-Titel zu singen; Hammond „wollte aus ihr ’ne farbige Mammie machen“.
Glanzlichter der damaligen Basie Band waren die beiden Tenorsaxophonisten Lester Young und Herschel Evans, der im Februar 1939 verstarb, mit ihrem gegenläufigen Spiel und ihren unterschiedlichen Charakteren. George T. Simon meinte: „Lesters Ton war ‚ganz erstaunlich‘ – leicht, luftig, flüssig, mehr wie ein Alt – denn ein Tenorsaxophon. Ihm gegenüber blies Evans ein viel weicheres, gefühlvolleres Saxophon – seine Aufnahme von ‚Blue and Sentimental‘ bleibt ein Klassiker.“ Lester Young wurde bald gefeuert, kehrte aber 1944 noch einmal kurz zur Basie-Band zurück.
1937/38 hatte die Basie-Band Hiterfolge mit One O’Clock Jump (eingespielt am 7. Juli mit John’s Idea) und Jumpin’ at the Woodside aufgenommen am (22. August 1937 mit Texas Shuffle), was der Band Gewinn brachte, die nun unter der Bezeichnung Count Basie Orchestra firmierte und nationalen und international Ruhm erlangte. Diese Titel waren Head Arrangements auf Bluesthemen, die nicht in einzelne Teile ausgeschrieben, sondern aus Riffs bestanden, die von einzelnen Bandmitgliedern auswendig gelernt wurden. One O’Clock Jump, der zum Themensong der Band wurde, war auf diese Weise teilweise noch von Buster Smith geschaffen und von Buck Clayton zu Papier gebracht worden, obwohl die Urheberrechte bei Basie lagen.
Obwohl auch Mitspieler wie der Posaunist und Gitarrist Eddie Durham ihre ausgeschriebenen Arrangements (etwa Topsy und John’s Idea) einbrachten, waren es diese Head Arrangements, die ihre Zuhörerschaft in New York eroberten und das begeisternde Temperament der Band übermittelten.
Am 16. Januar erlebten Basie und einige seiner Musiker das Carnegie Hall-Konzert von Benny Goodman mit, bei dem sie auch als Gäste einen Auftritt hatten, danach eilten sie zum Savoy Ballroom, wo in der Nacht ein Band-Wettstreit mit dem Chick Webb Orchestra stattfand, das damals große Erfolge mit Titeln wie Stompin’ at the Savoy und den Gesangsnummern von Ella Fitzgerald feierte. Sieger wurde jedoch nicht der „Lokalheld“ Webb, der die Hauptbühne benutzen durfte, sondern ganz knapp die Basie Band.
Nach diesem Triumph wurde das Basie Orchester als eines der besten auf der so reichhaltigen Musikszene der Swingära betrachtet, als es ein langes Engagement im Famous Door begann, wo es bis Anfang 1939 blieb. 1938 kam Helen Humes als Sängerin in die Band, wo sie Billie Holiday ersetzte. Sie sang meist Pop-Balladen, wie etwa My Heart Belongs to Daddy und Blame it on my Last Affair, und schuf damit einen Kontrast zum Blues-Stil von Jimmy Rushing, der Anfang der 1940er Jahre durch Joe Williams ersetzt wurde.
In den zwischen Januar 1937 und Februar 1939 für Decca eingespielten Titeln (gemeinhin als The Original American Decca Recordings bezeichnet) „erscheint der Stil des Orchesters, der eine Fortentwicklung der Spielweise der Blue Devils und der Benny Moten-Band darstellt, bereits vollkommen ausgereift“, schrieb Arrigo Polillo, „und, was noch mehr zählt, erheblich verschieden von dem Stil jeder anderen Formation dieser Zeit; bloß Ellington hätte sowas noch von seiner Musik behaupten können. Die Stücke besitzen nicht die Glätte und formale Perfektion von Goodman, Tommy Dorsey, oder Artie Shaw, aber sie haben auch nicht etwas Mechanisches wie diese an sich. Basies Aufnahmen sind rau, kraftvoll, hinreißend und relaxt, seine Klangfarben gedämpft und verschleiert. Die Hauptsolisten haben außerdem jeder einen unverwechselbaren Ton, so wie das gedehnte und verhaltene Saxophonspiel von Lester Young.“ Der ökonomische Stil der Basie Band bildete eine Kontrastfigur zu den fortissimo Passagen der Blech- und Holzbläser in den anderen Swingbands, schrieb Brian Rust.
Das Format der Musiker verbesserte sich weiter; Chu Berry, Benny Morton, Dicky Wells und Harry Sweets Edison kamen im Laufe dieser Jahre in die Band; brillante Trompeter wie Emmett Berry, Al Killian, Joe Newman, Snooky Young, Clark Terry und Thad Jones vervollständigten schließlich die Mannschaft. Im Februar 1939 nahm das Basie Orchestra erstmals für Columbia auf; eine Teilformation waren die Kansas City Seven (Lester Leaps In), die Basie Ende 1939 bildete. Im gleichen Jahr trat das Orchester erstmals in der Carnegie Hall auf, 1940 im Apollo Theater bei einer Session mit Harry James, Coleman Hawkins, Benny Goodman und Gene Krupa.
Mit dem Eintritt von Sweets Edison, Dicky Wells (1938) und dem Ersatz für Lester Young und Herschel Evans durch Buddy Tate (1939) und Don Byas konnte der Standard zwar gehalten werden; die Besetzung der Basie Band des Jahres 1939 gilt jedoch für viele Jazzkritiker als ihr Höhepunkt – die den Decca-Aufnahmen folgenden Einspielungen für Columbia, Vocalion und Okeh in den frühen 1940ern offenbarten oft „eine Routine der Riffs, konventionelle Harmonien und allzu vertraute Muster.“

### Die vierziger Jahre
Ende der 1930er Jahre waren es alles in allem sechs geschriebene Arrangements, erinnerte sich Sweets Edison, der im März 1938 in das Orchester kam. In den 1940er Jahren waren es dann mehr und mehr die Arrangeure, die das Klangbild des Orchesters formten. Das waren sowohl Musiker aus der Band, wie Eddie Durham und Buck Clayton, die Arrangements lieferten, als auch professionelle Arrangeure, die mit jedem Titel ihren eigenen Charakter in die Band brachten, so Andy Gibson, der sie musikalisch näher an die Musik von Duke Ellington annäherte, wie mit den Arrangements von I Never Knew und Louisiana von 1941. Auch Tab Smith lieferte bedeutende Arrangements wie Harvard Blues; weitere waren Buster Harding und Jimmy Mundy. Der Einfluss der neuen Arrangements führte zu einem allmählichen Wandel des Klangbilds und entfernte das Orchester von Wurzeln im Kansas City Jazz; der Klang war nun weniger durch die Head Arrangements und Riffs bestimmt; vorherrschendes Merkmal war das Ensemblespiel.
1942 kamen Kenny Clarke und Don Byas in die Basie Band, die nun in den führenden Theatern und Clubs der Stadt gebucht wurde. 1943 ging die Gruppe auf ausgedehnte Tourneen durch den Westen und Osten; Filme wie Stage Door Canteen, Mr. Big und Crazy Horse beförderten ihre Popularität in den Vereinigten Staaten. Erfolgstitel dieser Zeit waren 9:20 Special, Feedin’ the Bean, Harvard Blues (1941), Rusty Dusty Blues (1942, #4 in der Harlem Hit Parade) und Taps Miller (1944).

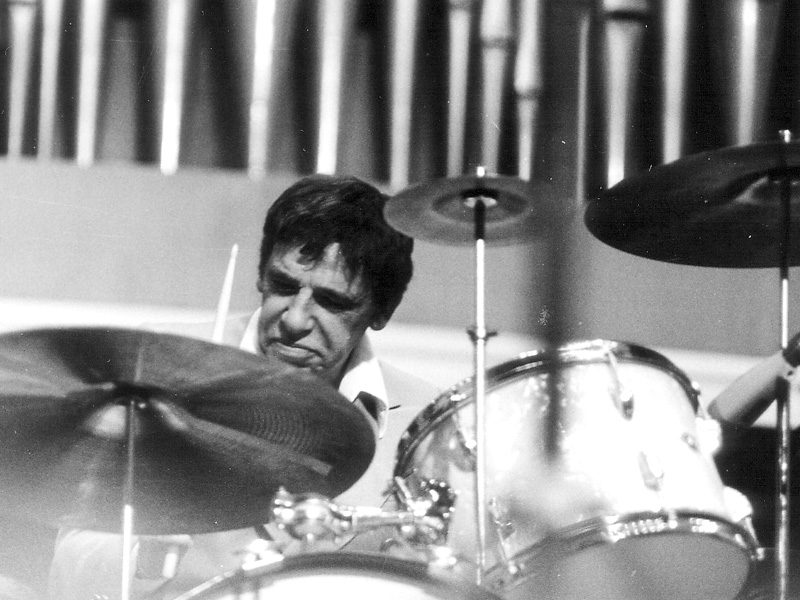
Buddy Rich 1977 während eines Konzerts in Köln

Durch den Eintritt der Vereinigten Staaten in den Zweiten Weltkrieg verlor die Basie-Band wichtige Mitglieder, Schlagzeuger Jo Jones und Tenorsaxophonist Lester Young schieden aus; dafür kamen Buddy Rich, Jay Jay Johnson (1945), Dicky Wells (1947–1952) und verschiedene Saxophonisten wie Illinois Jacquet, Lucky Thompson und kurze Zeit Paul Gonsalves. Nach Ansicht von Gunther Schuller ging mit dem Ausscheiden Jo Jones’ der weiche und relaxte Stil der Band verloren; seine Ersatz-Spieler wie Sonny Payne, „trommelten erheblicher lauter und schufen dafür einen härteren, glamouröseren Blechbläserklang“. Hinzu kam der Streik der Schallplattenindustrie von 1942 bis 1944, der das Count Basie Orchestra finanziell bedrohte wie auch alle anderen Big Bands in den USA; und trotz neuer Solisten wie Wardell Gray war Basie gezwungen, die Band 1948 kurzzeitig aufzulösen, bis er sie 1949 reaktivierte (Shoutin’ Blues).
In dieser Zeit reduzierte Basie die Band auf sechs bis neun Mitspieler, zu denen Buddy Rich, Serge Chaloff und Buddy DeFranco gehörten, und war bei RCA Victor unter Vertrag. Mit Open the Door, Richard!, einer Gesangsnummer mit Harry „Sweets“ Edison als Vokalisten, hatte er einen Nummer-eins-Hit in den Vereinigten Staaten. Mit den Saxophonisten Georgie Auld und Gene Ammons sowie dem Bassisten Al McKibbon versuchte Basie kurzzeitig Bebop-Elemente zu integrieren, konnte aber die große Besetzung aus ökonomischen Gründen nicht halten. 1950/51 arbeitete Basie hauptsächlich im Septett, u. a. mit Clark Terry und Wardell Gray.

### The Second Testament
Anfang 1951 stellte Count Basie eine neue Big Band mit dem Altsaxophonisten Marshall Royal als künstlerischem Leiter vor. 1952 schloss er mit Norman Granz’ Label Clef einen Vertrag ab und Eddie Lockjaw Davis kam erstmals in die Band. Basie besetzte das Orchester 1952 für eine Reihe von Tourneen erneut um, kam 1954 auch nach Europa. In diesem Jahr erschien auch das erste Clef-Album Dance Session. Es waren vor allem die Arrangeure, die für das Klangbild der neuen Basie-Band sorgten, wie Manny Albam und später Quincy Jones, Johnny Mandel, Sammy Nestico und Chico O’Farrill. Basie war um Perfektion bei seinen Darbietungen bemüht und verschmähte auch nicht die Beiträge weißer Arrangeure wie Neal Hefti. Dieser, der in der Nachkriegszeit zum Erfolg der First Herd von Woody Herman beigetragen hatte, wirkte mit Frank Wess, Frank Foster und Ernie Wilkins bei der Profilierung des Orchesters mit.

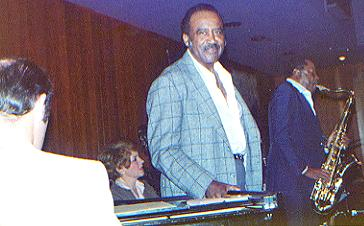
Sweets Edison und Eddie Lockjaw Davis

Von 1954 bis 1961 kam auch wieder der Sänger Joe Williams in die Basie Band, der mit Every Day I Have the Blues 1955 seinen ersten Hit hatte. Joe Williams meinte zu dem neuen Orchester: „Das ist eine Truppe wahrer Berufsmusiker; sie sind viel versierter als die Leute vom alten Orchester, sie haben einen breiteren Gesichtskreis, und die Stücke wurden besser durchgeführt.“ Genannt wurde es auch The Second Testament. oder The New Testament (im Gegensatz zur Old Testament Band der Zeit ab 1937), sie erlangte mit Alben wie dem 1958 auf Roulette Records erschienenen The Atomic Mr. Basie große Popularität. Zu diesem Zeitpunkt überholte die Basie Band das Ellington Orchester in der Gunst der Hörer bei den Rundfragen der Fachzeitschriften wie Metronome oder Downbeat. Erfolgsnummern dieser Zeit waren Li’l Darling, Going to Chicago Blues, Alright, okay, You Win, Two Franks, Shiny Stockings, I Want a little Girl und das arg strapazierte (Polillo) April in Paris im Arrangement von Wild Bill Davis, „dessen Finale zum Entzücken des Publikums, das es anscheinend nicht leid wird, mehrmals wiederholt wird“. Von 1954 an gastierte das Basie Orchester mehrmals in Europa; im Juni 1956 trat die Band gemeinsam mit Ella Fitzgerald im Starlight Roof im New Yorker Waldorf Astoria auf. 1957 gab es eine Royal Performance vor der britischen Königin Elisabeth II.; „Basie Band is Royal Sensation“, schrieb der Melody Maker.
Im Oktober 1957 nahm die Basie Band für Roulette das Album The Atomic Mr Basie auf; nach Ansicht von Richard Cook und Brian Morton das wohl letzte großartige Werk des Orchesters; es sei vor allem die Leistungen des Arrangeurs Neal Hefti und des Gastsolisten Eddie Lockjaw Davis gewesen, die hier herausragten. Die Band nahm weitere Schallplatten auf, an denen in den 1960er Jahren Gastsänger wie Frank Sinatra, Ella Fitzgerald und später Tony Bennett, Sarah Vaughan und Sammy Davis Jr. mitwirkten; in den 1970er Jahren folgt eine lange Serie von Alben für Norman Granz’ Pablo Records, u. a. mit Live-Mitschnitten vom Montreux Jazz Festival.
Mit dem Atomic-Album und weiteren, die Ende der 1950er und Anfang der 1960er Jahre für Roulette und Norman Granz’ Verve Records entstanden, wie April in Paris und Basie Plays Hefti, erlebte man den Inbegriff des neuen Count Basie Orchestra-Klangs, vor allem durch die Arbeit der erwähnten Arrangeure; es war der Klang eines straffen Ensembles, schwerer und kräftiger im Kontrast zu der auf Riffs basierenden Band der späten 1930er und frühen 1940er Jahre. Wo vorher Raum für herausragende Solisten wie Lester Young und Buck Clayton gegeben wurde, hatte sich nun der Fokus auf die Arrangements verlagert, trotz einer Anzahl von bemerkenswerter Solisten wie Thad Jones und Frank Foster. Dieser Orchester-Klang blieb fortan der typische Sound der Basie-Band, den Gunther Schuller in seinem Buch The Swing Era als den „perfektionierten Neoklassizismus … eine glorreiche Sackgasse“ bezeichnete. George T. Simon kommt zu einem versöhnlicheren Urteil: „Nur wenige Leader in der Geschichte bewegten sich auf dem schmalen Grat zwischen kommerziellem Interesse und musikalischer Integrität so einfühlsam und dabei so sicher wie Count Basie“.

### Frank Sinatra, Ella Fitzgerald und die Basie Band

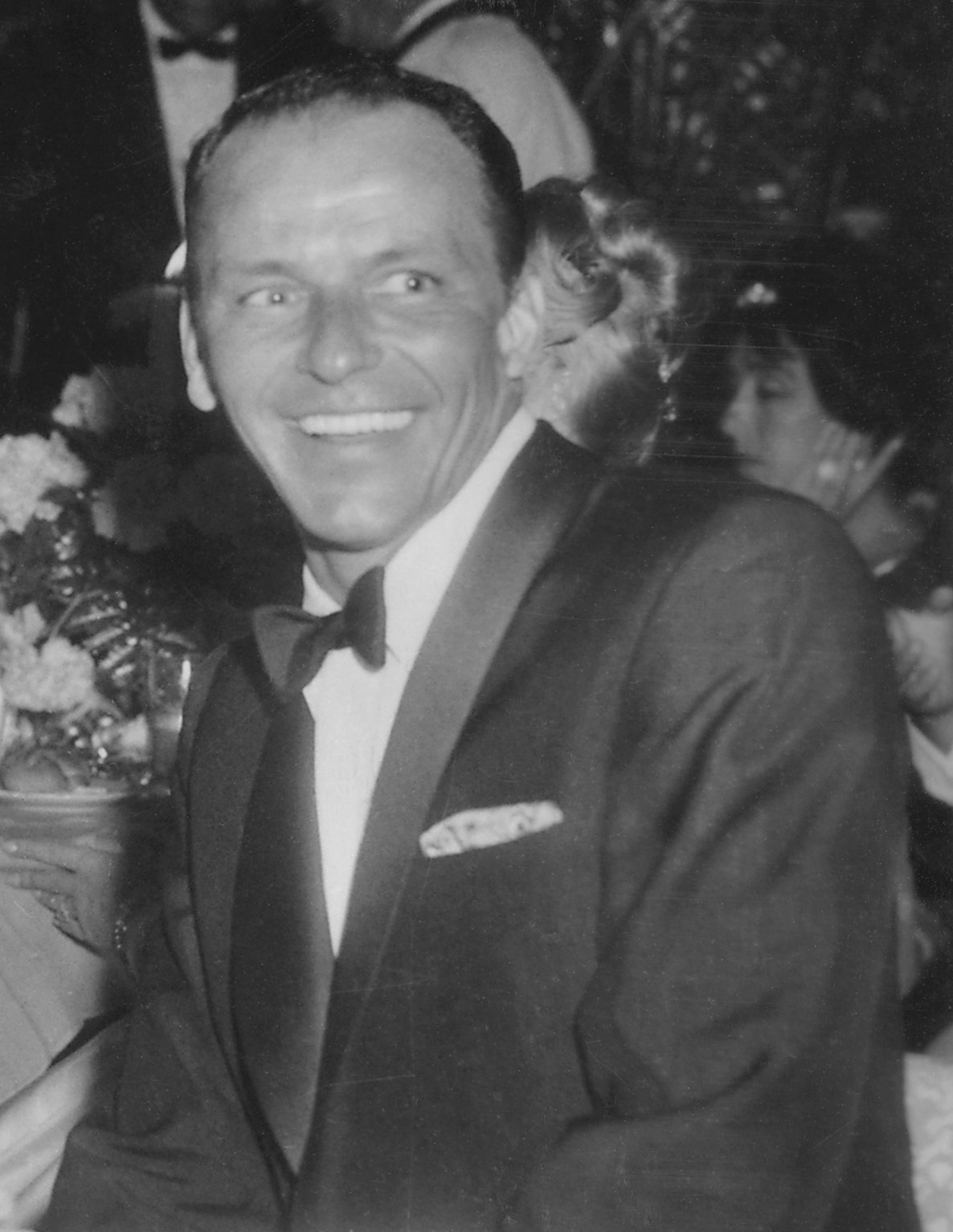
Frank Sinatra (1960)

Die Zusammenarbeit Frank Sinatras mit dem Count Basie Orchestra erstreckte sich über zwei Jahrzehnte (1962–1983) und umfasst gemeinsame Studio- und Live-Alben, Fernsehauftritte und Konzerttourneen; darüber hinaus beeinflussten Aufnahmen der Basie-Band auch andere Schallplattenprojekte Sinatras. Zunächst entstand im Oktober 1962 mit Sinatra–Basie. An Historic Musical First für Sinatras Plattenfirma Reprise ein erstes gemeinsames Studioalbum, zu dem Neal Hefti die Arrangements beisteuerte. Das Album erschien im Januar 1963 und erreichte Platz #5 in den Billboard-Charts. Im Juni 1964 folgte Sinatra–Basie: It Might As Well Be Swing. A Meeting of Giants (Reprise) mit Arrangements von Quincy Jones und Billy Byers; für dieses Studioprojekt, das in der Albenhitparade bis auf Rang 13 gelangte, wurde das Orchester um eine Streichersektion erweitert. Das Stück Fly Me to the Moon aus diesem Album war im Mai 1969 Teil einer Musikkassette, die die Astronauten des Raumschiffs Apollo 10 an Bord während ihres Fluges in die Mondumlaufbahn abspielten; im Juli 1969 wurde sie von der Bodenstation aus den Astronauten von Apollo 11 bei ihrem Mondlandeflug per Funk an Bord übermittelt und war auf diese Weise im Rahmen der Fernsehübertragung dieses Ereignisses weltweit zu hören.
Ende November 1964 gaben Sinatra und Basie dann bei einem zweiwöchigen Gastspiel im Sands Hotel in Las Vegas unter Leitung von Quincy Jones ihre ersten gemeinsamen Konzerte. Im Juni 1965 begleitete das Count Basie Orchestra einen Benefizauftritt des „Rat Pack“ in St. Louis. Im Rahmen einer Tournee durch mehrere Bundesstaaten der USA im Juli 1965 traten Sinatra und Basie unter anderem vor 14.000 Zuschauern beim Newport Jazz Festival auf; in Anspielung auf vorangegangene kritische Stimmen, die diese Kombination als ungeeignet für das Festival betrachteten, sprach Time danach vom „erfolgreichen Sturm auf die Festung der Jazzpuristen“. Im Hochsicherheitsgefängnis von Lorton nahe Washington gaben Sinatra und Basie ein Konzert für Strafgefangene; der dabei entstandene Konzertfilm blieb jedoch größtenteils unveröffentlicht. Im Oktober 1965 traten sie in The Hollywood Palace (ABC) erstmals zusammen im Fernsehen auf. Bei einem vierwöchigen Engagement in Las Vegas entstand schließlich im Januar 1966 das Live-Doppelalbum Sinatra at The Sands (Reprise), mit dem Sinatra und Basie erneut in die Top Ten der Billboard-Charts gelangten. Im Mai 1970 gastierten Sinatra und Basie für zwei Abende in der Londoner Royal Festival Hall; diese Konzerte bezeichnete Sinatra später als „die besten, die mir je gelungen sind“.

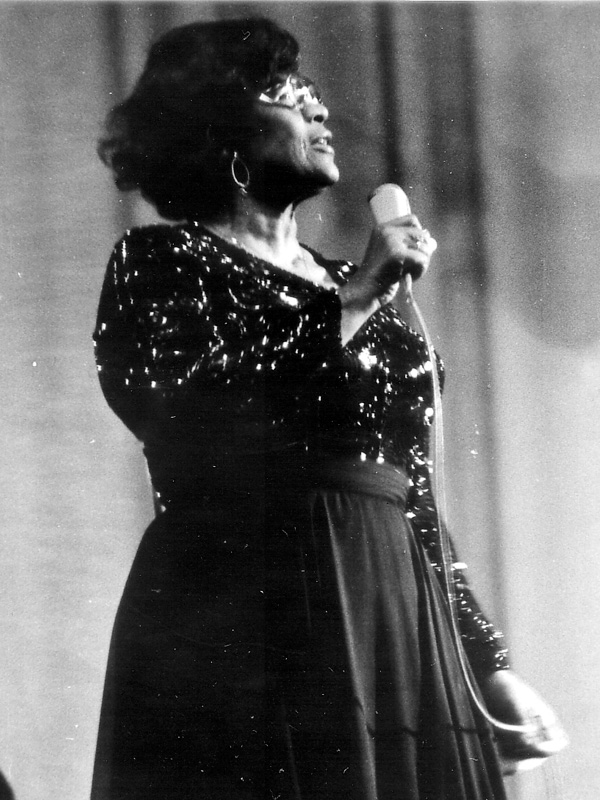
Ella Fitzgerald 1975 während eines Konzerts in Köln

Im Juni 1974 und September 1975 gingen Sinatra und die Basie-Band gemeinsam mit Ella Fitzgerald in den USA auf Konzertreise, und im November 1975 traten sie zusammen mit Sarah Vaughan eine Woche lang im London Palladium auf, wo sie mit 350.000 Anfragen für die verfügbaren 15.000 Eintrittskarten einen Zuschauerrekord aufstellten. Neben einer weiteren Tournee in den USA im Mai 1976 arbeiteten Basie und Sinatra für die beiden Fernsehspecials John Denver and Friend (ABC 1976) und Sinatra: The Man and His Music (NBC 1981) auch nochmals im Studio zusammen. Bei einem Benefizkonzert standen sie im Dezember 1983 in Los Angeles letztmals gemeinsam auf der Bühne.
Von Konzerten der Band 1979 und 1981 mit Ella Fitzgerald erschienen Mitschnitte auf Pablo erschienen. Dort brachte Basie ansatzweise wieder frühere Stilrichtungen der CBB mit ein. Die gemeinsame Zusammenarbeit endete mit einem Auftritt in der Carnegie Hall 1983. Mit dem regulären Sänger der Band, dem Bariton Dennis Rowland, entstand 1980 das von Norman Granz produzierte Album On the Road, das 1981 den Bigband-Grammy erhielt.

### DieGhost Band
Zwischen 1970 und Anfang der 1980er Jahre, als die Basie-Band zahlreiche Alben für Pablo Records einspielte, entzog eine Reihe von Krankheiten der Band ihren Leiter, obgleich sie von Arrangeur Nat Pierce am Piano weitergeführt wurde. Ab 1981 leitete Basie das Orchester vom Rollstuhl aus, wie bei einem Auftritt in der Carnegie Hall. Nach Count Basies Tod am 26. April 1984 wurde das Orchester als Ghost Band unter der Leitung von Thad Jones (1984–1986) bzw. Dennis Wilson, Frank Foster (1986–1995), Grover Mitchell (1995–2003) und Bill Hughes (2003–2010) weitergeführt; ab 2010 leitete der Schlagzeuger Dennis Mackrel das Orchester, der dann von Scotty Barnhart abgelöst wurde. Nach wie vor spielte das Ensemble neue Alben ein, wie etwa das gemeinsam mit Manhattan Transfer entstandene Album Vocalese (1985) (Grammy) oder das 1997/98 entstandene Album At Long Last mit Rosemary Clooney. 2006 erschien Basie is Back mit den klassischen Titeln aus dem Katalog des Basie Orchesters, wie April in Paris und dem frühen Hit One O’clock Jump. Die Formation arbeitete mit dem Arrangeur Allyn Ferguson (Swing Shift, 1999) und spielte zu neu entdeckten, von 1973 stammenden Aufnahmen von Ray Charles (Ray Sings, Basie Swings, 2006). Unter Leitung des Trompeters Scotty Barnhart erschien 2023 das Album Basie Swings the Blues, mit Gastsolisten wie Buddy Guy, Bettye LaVette, Ledisi, Shemekia Copeland, Bobby Rush, Robert Cray, George Benson, Keb’ Mo’, Carmen Bradford, Charlie Musselwhite und Mr. Sipp.

## Auszeichnungen
Die Basie Band erhielt siebzehn Mal den Grammy Award wie 1988 für ihr Album mit Diane Schuur, zuletzt 1997 für das Album Live at Manchester Craftsmen’s Guild (mit den New York Voices) und 1999 für das Album Count Plays Duke. Die Auszeichnung Beste Big Band wurde ihr vom Down Beat Reader’s Poll seit 1983 elf Mal verliehen. Den Down Beat Critic’s Poll erhielt sie zudem 1984, 1986, 1991, 1993 und 1994. 1994 und 1995 bekam sie den Jazz Times Critic’s und Reader’s Poll.

## Diskographische Hinweise
- The Original American Decca Recordings (Decca, 1936–1939)[60]
- The Savory Collection 1935–1940 (Mosaic Records, Livemitschnitte des Basie-Orchesters aus den Jahren 1938–40)
- The Jubilee Alternatives (Hep Records, 1943/44)
- Shoutin’ Blues (RCA, 1949/50)
- Dance Session (Clef/Verve, 1952–1954)
- April in Paris (Verve, 1955-6)
- The Greatest!! Count Basie Plays, Joe Williams Sings Standards (1956)
- Count Basie Swings, Joe Williams Sings (Verve, 1955/56)
- The Atomic Mr. Basie (Roulette, 1957)
- Basie Swings, Bennett Sings (Roulette, 1958)
- Breakfast Dance and Barbecue (Roulette, 1959)
- I Gotta Right to Swing [mit Sammy Davis jr.] (Decca, 1960)
- Sinatra–Basie. An Historic Musical First (Reprise, 1963)
- Ella and Basie! (Verve, 1963)
- Sinatra–Basie: It Might As Well Be Swing. A Meeting of Giants (Reprise, 1964)
- Our Shining Hour [mit Sammy Davis jr.] (Verve, 1965)

## Filmographie
Die Basie Band trat 1938 erstmals in einem Hollywoodfilm auf; er war der Kurzfilm Policy Man. Es folgten Reveille with Beverly, Hit Parade of 1943 Top Man, Stage Door Canteen, Mr. Big und Crazy Horse (alle Mitte der 1940er Jahre) sowie Cinderfella (1960). Im August 1950 begleitete die Basie-Band Billie Holiday bei einem Kurzfilm in Hollywoods Universal Studios. Einen letzten Film-Auftritt hatte die Basie-Band 1974 in dem Mel Brooks Film Blazing Saddles.

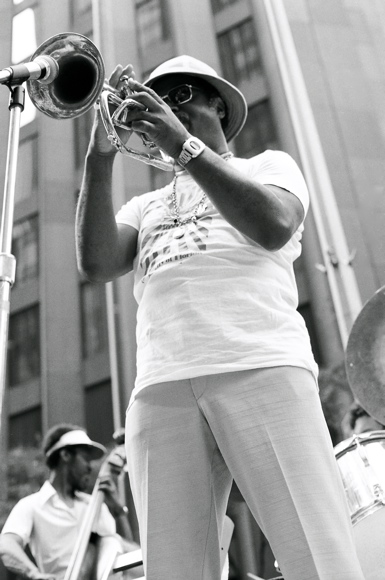
Clark Terry, 1976
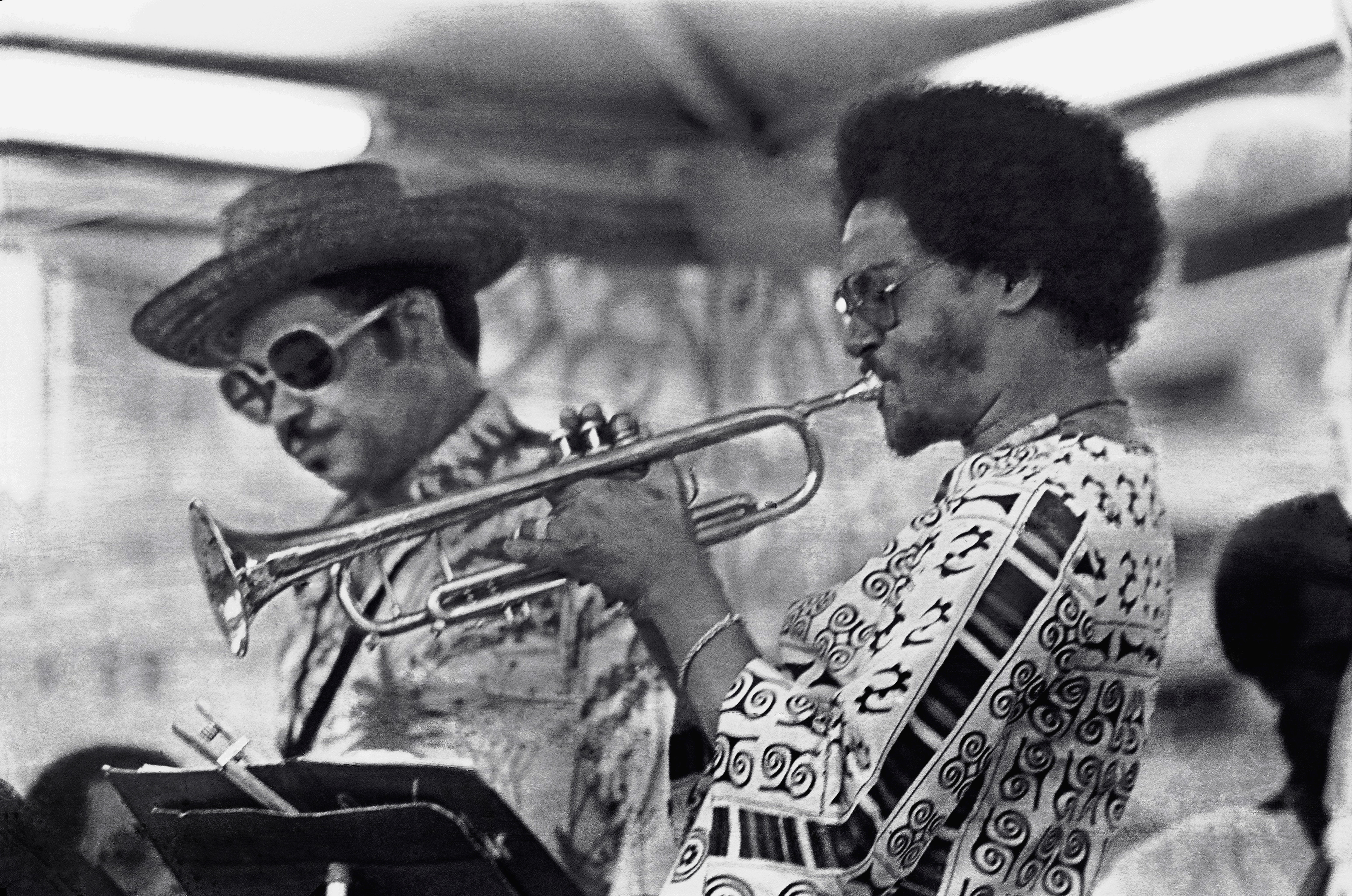
Frank Wess (links) mit Jimmy Owens; 1977
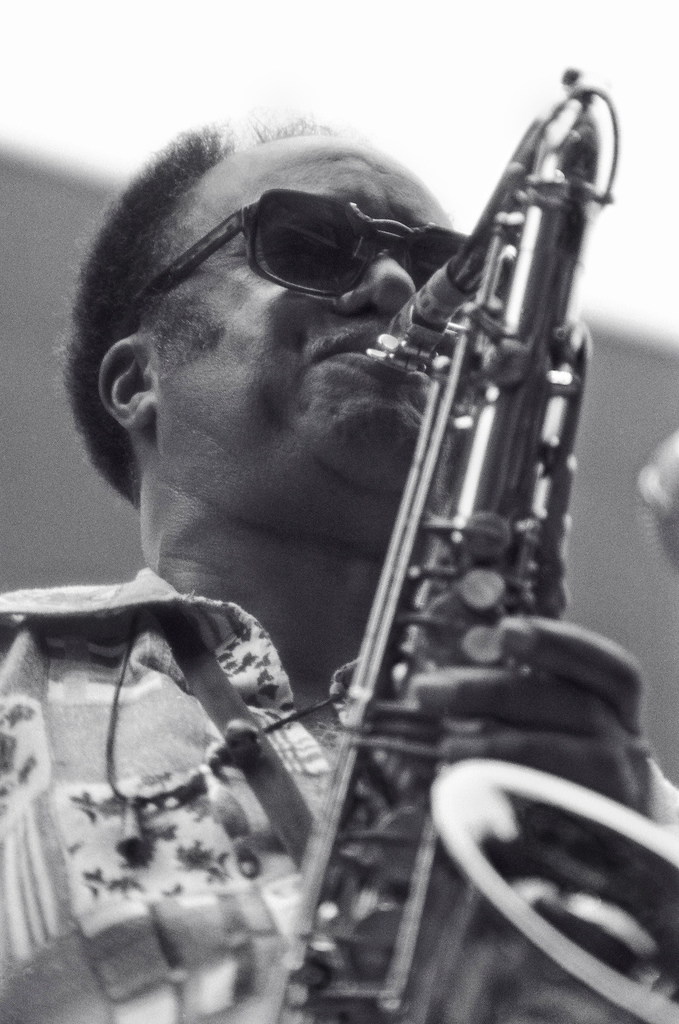
Ernie Wilkins 1976
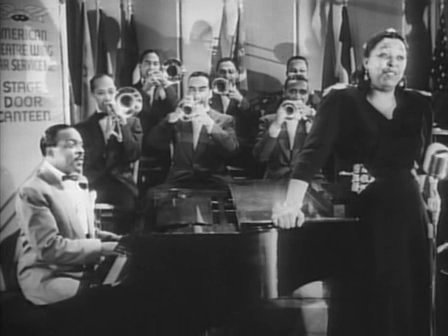
Count Basie Band mit Ethel Waters in dem Film Stage Door Canteen
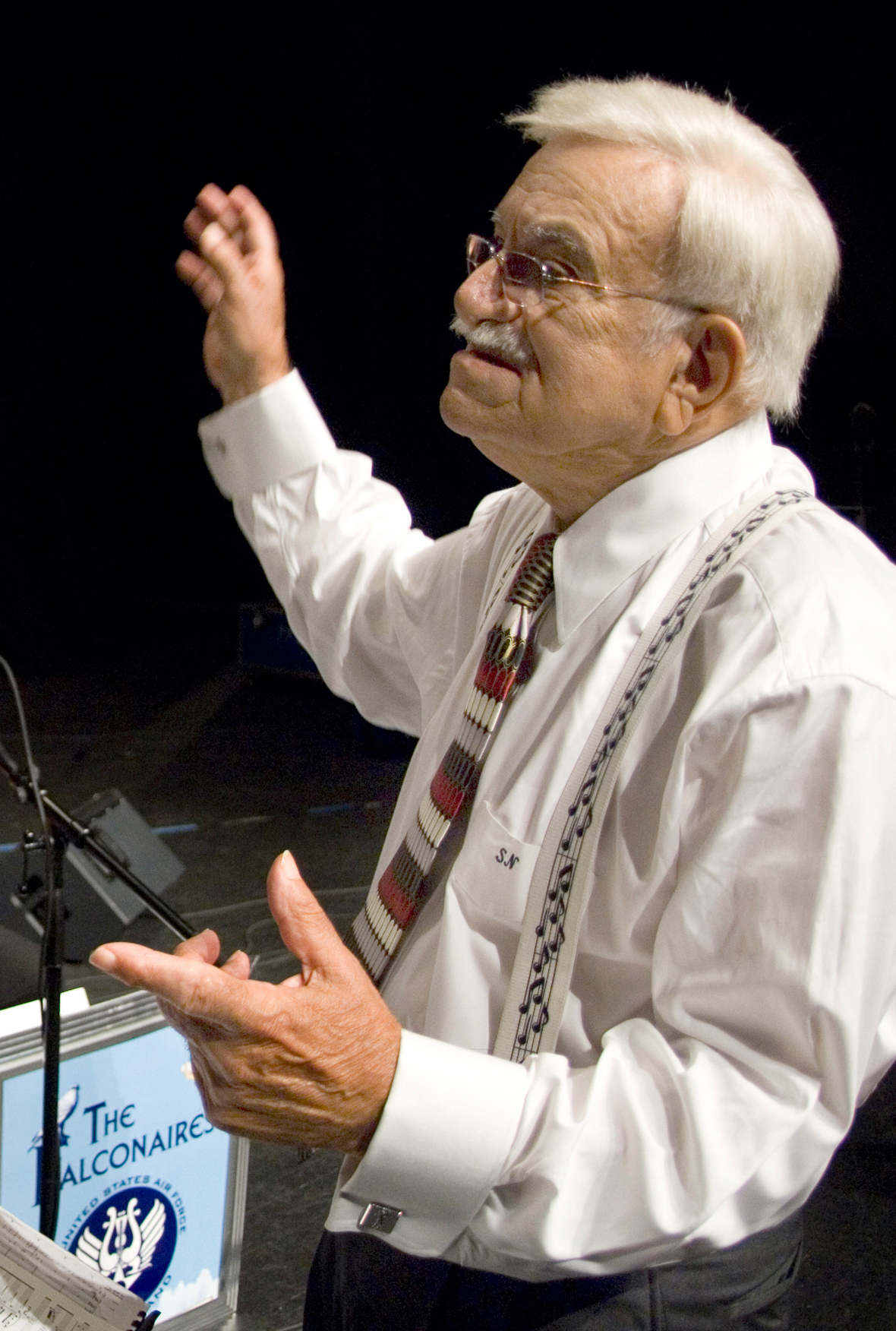
Sammy Nestico in San Antonio 2006
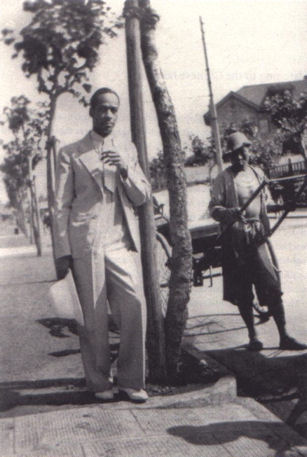
Buck Clayton